# Prionostemma fulvibrunneum
Prionostemma fulvibrunneum is een hooiwagen uit de familie Sclerosomatidae.